# 100 Years
100 Years är en kommande science fiction-film av John Malkovich och Robert Rodriguez. Den utannonserades i november 2015 och planeras att släppas 18 november 2115. Malkovich fick idén från Louis XIII Cognac, ett likörmärke som lagras i 100 år. Filmen producerades av Rémy Martin för att uppmärksamma deras cognak Louis XIII som tar 100 år att tillverka.
Filmen marknadsfördes 2015 med undertiteln "The Movie You Will Never See" (Filmen du aldrig kommer få se) med planerad premiär den 18 November 2115.

## Rollista
- John Malkovich
- Shuya Chang
- Marko Zaror[4][5]